# Lipka (gromada w powiecie złotowskim)
Lipka – dawna gromada, czyli najmniejsza jednostka podziału terytorialnego Polskiej Rzeczypospolitej Ludowej w latach 1954–1972.
Gromady, z gromadzkimi radami narodowymi (GRN) jako organami władzy najniższego stopnia na wsi, funkcjonowały od reformy reorganizującej administrację wiejską przeprowadzonej jesienią 1954 do momentu ich zniesienia z dniem 1 stycznia 1973, tym samym wypierając organizację gminną w latach 1954–1972.
Gromadę Lipka z siedzibą GRN w Lipce utworzono – jako jedną z 8759 gromad na obszarze Polski – w powiecie złotowskim w woj. koszalińskim na mocy uchwały nr 43/54 WRN w Koszalinie z dnia 5 października 1954. W skład jednostki weszły obszary dotychczasowych gromad Lipka i Buczek Mały (bez 2 gospodarstw z wybudowania w południowej części gromady) oraz wybudowania 7 gospodarzy z dotychczasowej gromady Osowiec ze zniesionej gminy Lipka, obszar dotychczasowej gromady Debrzno-Wieś ze zniesionej gminy Łąkie oraz część miejscowości Potulice (tzw. Nowe Potulice) i część lasu (do granicy lasu Lipka) z dotychczasowej gromady Potulice ze zniesionej gminy Stara Wiśniewka w tymże powiecie. Dla gromady ustalono 22 członków gromadzkiej rady narodowej.
31 grudnia 1961 do gromady Lipka włączono wieś Batorówko ze zniesionej gromady Batorowo oraz wieś Potulice ze zniesionej gromady Głomsk w tymże powiecie.
31 grudnia 1971 do gromady Lipka włączono obszary zniesionych gromad Buczek Wielki (bez wsi Wersk) i Łąkie (bez wsi Kiełpin) oraz wsie Batorowo i Białobłocie ze zniesionej gromady Stare Gronowo w tymże powiecie.
Gromada przetrwała do końca 1972 roku, czyli do kolejnej reformy gminnej. 1 stycznia 1973 w powiecie złotowskim reaktywowano gminę Lipka.